# بلکولز کورنر (کالیفرنیا)
بلکولز کورنر (به انگلیسی: Blackwells Corner) یک منطقهٔ مسکونی در ایالات متحده آمریکا است که در شهرستان کرن، کالیفرنیا واقع شده‌است. بلکولز کورنر ۱۹۸ متر بالاتر از سطح دریا واقع شده‌است.